# 25138 Jaumann
25138 Jaumann è un asteroide della fascia principale. Scoperto nel 1998, presenta un'orbita caratterizzata da un semiasse maggiore pari a 2,6598223 UA e da un'eccentricità di 0,1076389, inclinata di 3,52672° rispetto all'eclittica.